# NGC 50
Az NGC 50 egy lentikuláris galaxis a Cetus (Cet) csillagképben.

## Felfedezése
Az NGC 50 galaxist Gaspare Stanislao Ferrari fedezte fel 1865-ben.

## Tudományos adatok
A galaxis 5701 km/s sebességgel távolodik tőlünk.